# Плахтир Дмитро Геннадійович
Дмитро Геннадійович Плахтир (нар. 14 лютого 1996, Запоріжжя, Україна) — український футболіст, півзахисник СК "Полтава".

## Біографія

### Ранні роки
Вихованець ДЮСШ запорізького «Металурга», де його першим тренером був Микола Сеновалов. З 2009 по 2013 рік провів 62 матчі і забив 31 м'яч у чемпіонаті ДЮФЛ.

### Клубна кар'єра

#### «Металург»
24 липня 2013 року дебютував за юніорську (U-19) команду «Металурга» в домашній грі проти харківського «Металіста», був капітаном команди, 26 квітня 2014 року у виїзній грі проти «Дніпра» відзначився «покером», при цьому всі голи забивши зі «стандартів»: тричі точно завдавши штрафні удари і реалізувавши один пенальті. За молодіжну (U-21) пункт дебютував 21 березня 2014 року у виїзному поєдинку проти київського «Динамо».
12 вересня 2015 року дебютував в основному складі «Металурга» в домашньому матчі Прем'єр-ліги проти дніпропетровського «Дніпра», вийшовши на заміну замість Ігоря Жураховського на 83-й хвилині зустрічі, під кінець якої на 91-й хвилині отримав жовту картку. Під час зимової перерви сезону 2015/16 залишив «Металург» у зв'язку з процесом ліквідації клубу. Всього за час виступів у складі запорізької команди провів 3 поєдинки в чемпіонаті, 22 гри (в яких забив 1 гол) у молодіжній першості і 44 матчу (в яких забив 17 м'ячів) в юнацькому турнірі.

#### «Олександрія»
6 лютого 2016 року стало відомо, що Плахтир знаходиться на перегляді в «Олександрії», до складу якої в підсумку був офіційно заявлений 1 березня. Проте в основну команду так і не пробився і по завершенні сезону покинув клуб, провівши лише 5 ігор в молодіжній першості.

#### Повернення у «Металург»
В липні 2016 року став гравцем відродженого запорізького «Металурга».

## Статистика
| Клуб                 | Ліга         | Сезон   | Чемпіонат | Чемпіонат | Кубок | Кубок | Дубль | Дубль |
| Клуб                 | Ліга         | Сезон   | Ігри      | Голи      | Ігри  | Голи  | Ігри  | Голи  |
| -------------------- | ------------ | ------- | --------- | --------- | ----- | ----- | ----- | ----- |
| Металург (Запоріжжя) | Прем'єр-ліга | 2013/14 |           |           |       |       | 4     | 0     |
| Металург (Запоріжжя) | Прем'єр-ліга | 2014/15 |           |           |       |       | 3     | 0     |
| Металург (Запоріжжя) | Прем'єр-ліга | 2015/16 | 3         | 0         |       |       | 15    | 1     |
| Олександрія          | Прем'єр-ліга | 2015/16 |           |           |       |       | 5     | 0     |
| Металург-Запоріжжя   | Друга ліга   | 2016/17 | 16        | 0         | 1     | 0     |       |       |